# Torneo Latino de Rugby League 2015
El Torneo Latino de Rugby League de 2015 fue la primera edición del torneo de rugby league en formato de 7 jugadores.
El campeón fue el seleccionado de Chile al vencer en la final a Perú por un marcador de 14 a 10.
Se disputó durante el mes de octubre de 2015, en el estadio New Era en Cabramatta, Australia.

## Equipos participantes
- Chile
- Colombia
- Ecuador
- El Salvador
- Perú
- Uruguay

## Resultados

### Grupo A
| octubre de 2015 | Chile | 34 - 20 | El Salvador | New Era Stadium, Cabramatta |  |

| octubre de 2015 | Chile | 20 - 4 | Uruguay | New Era Stadium, Cabramatta |  |

| octubre de 2015 | Uruguay | 14 - 22 | El Salvador | New Era Stadium, Cabramatta |  |

### Grupo B
| octubre de 2015 | Perú | 28 - 0 | Ecuador | New Era Stadium, Cabramatta |  |

| octubre de 2015 | Perú | 12 - 4 | Colombia | New Era Stadium, Cabramatta |  |

| octubre de 2015 | Ecuador | 18 - 8 | Colombia | New Era Stadium, Cabramatta |  |

### Final
| octubre de 2015 | Chile | 14 -10 | Perú | New Era Stadium, Cabramatta |  |